# Golenice (gromada)
Golenice – dawna gromada, czyli najmniejsza jednostka podziału terytorialnego Polskiej Rzeczypospolitej Ludowej w latach 1954–1972.
Gromady, z gromadzkimi radami narodowymi (GRN) jako organami władzy najniższego stopnia na wsi, funkcjonowały od reformy reorganizującej administrację wiejską przeprowadzonej jesienią 1954 do momentu ich zniesienia z dniem 1 stycznia 1973, tym samym wypierając organizację gminną w latach 1954–1972.
Gromadę Golenice z siedzibą GRN w Golenicach utworzono – jako jedną z 8759 gromad na obszarze Polski – w powiecie myśliborskim w woj. szczecińskim na mocy uchwały nr V/47/54 WRN w Szczecinie z dnia 5 października 1954. W skład jednostki weszły obszary dotychczasowych gromad Golenice (bez miejscowości Czerników) i Kruszwin ze zniesionej gminy Golenice oraz obszar dotychczasowej gromady Zgoda wraz z miejscowością Witkowo z dotychczasowej gromady Mirawno ze zniesionej gminy Myślibórz w tymże powiecie. Dla gromady ustalono 13 członków gromadzkiej rady narodowej.
1 stycznia 1969 do gromady Golenice włączono miejscowości Czerników, Mokrsko i Narok ze zniesionej gromady Nawrocko w tymże powiecie.
1 stycznia 1972 do gromady Golenice włączono obszar zniesionej gromady Kierzków oraz tereny o powierzchni 178,67 ha (wraz z miejscowościami Mączlino i Utocznie) z miasta Myślibórz w tymże powiecie.
Gromada przetrwała do końca 1972 roku, czyli do kolejnej reformy gminnej. 1 stycznia 1973 w powiecie myśliborskim reaktywowano gminę Golenice (zniesioną ponownie 15 stycznia 1976).